# 登美丘丈
登美丘 丈（とみおか じょう、1969年 -）は、日本の小説家。大阪府堺市出身。第17回『このミステリーがすごい!』大賞U-NEXT・カンテレ賞受賞。

## 略歴
- 2018年、『名もなき復讐者 ZEGEN』で第17回『このミステリーがすごい!』大賞U-NEXT・カンテレ賞受賞
- 第11回湯河原文学賞 最優秀賞（2011年）[3]

## 作品リスト
- 名もなき復讐者 ZEGEN（2019年8月 宝島社文庫）

## メディア・ミックス

### テレビドラマ
- 名もなき復讐者 ZEGEN（2019年8月30日 - 10月18日、関西テレビ放送、主演：阿部進之介）[4]